# Leslie West
Leslie West, nome d'arte di Leslie Weinstein (New York, 22 ottobre 1945 – Palm Coast, 22 dicembre 2020), è stato un cantante e chitarrista statunitense noto per essere stato lo storico fondatore dei Mountain, di cui fu anche il chitarrista.
È scomparso nel 2020 all'età di 75 anni a seguito di un attacco cardiaco.

## Discografia solista
- 1969 - Mountain
- 1975 - The Great Fatsby
- 1976 - The Leslie West Band
- 1988 - Theme
- 1989 - Alligator
- 1993 - Live
- 1994 - Dodgin' the Dirt
- 1999 - As Phat as It Gets
- 2003 - Blues to Die For
- 2005 - Guitarded
- 2005 - Got Blooze
- 2006 - Blue Me
- 2011 - Unusual Suspects
- 2013 - Still Climbing

## Videografia
- Night of the Guitar, Hammersmith Odeon, London, 26 novembre 1988. CD (IRSD-83000), VHS (Vol. 2)